# Les Petits Chanteurs du Mont-Royal

Logo

Les Petits Chanteurs du Mont-Royal sont un chœur d'enfants fondé en 1956 par Léandre Brault. Reconnue comme l’une des meilleures chorales d’enfants en Amérique du Nord, ils ont de nombreux engagements annuels en plus de chanter régulièrement aux messes de l'Oratoire Saint-Joseph de Montréal.
En 2016, les Petits Chanteurs du Mont-Royal célébraient leur soixantième anniversaire.
Au fil des années, les jeunes choristes auront eu le privilège de travailler avec de nombreux artistes réputés, dont Luciano Pavarotti, Jean-Pierre Ferland, Claude Léveillée, Angèle Dubeau, Daniel Taylor, Fred Pellerin, Gilles Vigneault, Gregory Charles, ou encore Jean-Marc Vallée, Serge Denoncourt et René Richard Cyr, ainsi qu'avec divers ensembles reconnus, comme Les Violons du Roy, I Musici de Montréal, l'Orchestre philharmonique du Nouveau Monde, l'Orchestre métropolitain, l'Orchestre de chambre McGill et l'Orchestre symphonique de Montréal.
Depuis plus de 60 ans, cette école publique du Centre de services scolaire de Montréal a formé plus de 1 200 enfants au chant choral, provenant de tous horizons. Ses membres sont au 2e et 3e cycle du primaire et au secondaire. Les plus jeunes chantent dans les voix de soprano et alto tandis que les plus âgés chantent en tant que ténors ou basse.
Annuellement, les Petits Chanteurs du Mont-Royal arpentent l'Amérique ou bien l'Europe lors d'une tournée au répertoire choisi spécifiquement pour celle-ci. Le chœur s'est produit à Bruxelles, à Caracas, à New York et à Toronto, ainsi que d'autres villes d'Europe et d'Amérique, telles que Rome et Venise.
Les Petits chanteurs du Mont-Royal sont membres de l'organisation internationale des Pueri Cantores. Andrew Gray est leur directeur musical et artistique depuis 2016.

## Historique
Fondés en 1957 par le père Léandre Brault c.s.c., la première mission des Petits chanteurs du Mont-Royal a été la participation aux messes de l'Oratoire Saint-Joseph. Les premiers petits chanteurs étaient des orphelins qui seront pensionnaires, un service qui sera offert jusqu'en 1972. Ce sont eux, les premiers, qui participeront à la prise d'aube où ils reçoivent officiellement l'aube blanche. Dès 1958, c'est 50 choristes qu'il faut loger et éduquer. En 1959, le recrutement s'ouvre aux familles modestes du territoire de la Commission des écoles catholiques de Montréal (aujourd'hui la Commission scolaire de Montréal).
Les années soixante voient la parution du premier album des Petits Chanteurs du Mont-Royal, sous étiquette RCA Victor, ainsi qu'une première prestation du chœur à l'extérieur de l'Oratoire. En 1965, le chœur se produit avec Wilfrid Pelletier et l'Orchestre Symphonique de Montréal. Entre 1966 et 1970, les Petits Chanteurs du Mont-Royal participeront aux tournées pancanadiennes mises sur pied par les Jeunesses musicales du Canada. Toujours en 1966, le chœur est invité à New York pour l'inauguration du sapin du Rockerfeller Center et à Paris pour le Noël des Nations. L'année suivante, c'est à l'Expo '67 que des milliers de visiteurs pourront entendre les Petits Chanteurs du Mont-Royal.
Durant les années soixante-dix, les Petits Chanteurs du Mont-Royal collaborent avec des artistes pour des enregistrements laïques. D'abord avec Jean-Pierre Ferland pour l'album Jaune avec Claude Léveillée et Pour quelques arpents de neige. En 1976, c'est encore une fois une visibilité internationale pour les Petits Chanteurs du Mont-Royal qui sont invités à participer aux cérémonies d'ouverture et de clôture des Jeux olympiques de Montréal.
Le directeur-fondateur des Petits chanteurs du Mont-Royal meurt subitement en 1971. Charles O. Dupuis c.s.c., qui avait assuré l'intérim durant un congé de ressourcement du père Brault, continuera d'assurer la direction artistique du chœur alors que la direction administrative sera confiée au père Rémi Legault, c.s.c. En 1978, père Dupuis se retire. Pour la première fois de son histoire, la direction artistique des Petits chanteurs du Mont-Royal  sera confiée à un laïc, Gilbert Patenaude, poste qu'il occupera jusqu'en 2016. C'est lui qui aura le mandat de préparer le chœur à l'émission spéciale de Noël qui sera filmée à la Basilique Notre-Dame de Montréal et mettant en vedette Luciano Pavarotti. Abondamment télévisée puis commercialisée en format VHS, l'émission a fait connaître le chœur partout dans le monde.
Le 16 mai 2018, l'Assemblée nationale du Québec soulignait le 60e anniversaire des Petits Chanteurs du Mont-Royal et sa « contribution à la vie culturelle québécoise » et à « la promotion du patrimoine culturel et musical québécois partout ailleurs dans le monde ».

## Discographie
- 1960: Messe "O Magnum Mysterium" / Motets Et Chants De La Renaissance[6]
- 1966: L'Oratoire St-Joseph du Mont-Royal
- 1968: Renaissance
- 1978: Les Petits Chanteurs Du Mont-Royal
- 1982: Chantez Joseph
- 1985: Musique sacrée à l’Oratoire
- 1986: Noëls de la Nouvelle-France
- 1988 : Noëls populaires du Canada français
- 1990 : Adeste Fideles - Noël
- 1990 : Adoration avec Angèle Dubeau
- 1993 : Poulenc, Messe en sol et motets
- 1996 : Bruckner, Messe en mi mineur
- 1997 : Jubilate Deo
- 1997 : Les Petits Chanteurs du Mont-Royal - Musica Sacra
- 1997 : Si Noël vous chante
- 1997 : Un voyage en Amérique française
- 1999 : Les Petits Chanteurs du Mont-Royal
- 2000 : Noël autour du monde
- 2001 : Chantons Joseph
- 2006 : Janequin
- 2006 : Silence... on chante !
- 2009 : Pax Caelestis
- 2009 : Les grands classiques d'Edgard - La musique sacrée[7]
- 2012 : Ave Maria avec Daniel Taylor
- 2015 : Widor - Vierne : Messes pour chœurs et orgues
- 2023 : Ite ad Joseph

### Collaborations
- 1970 : Jaune, Jean-Pierre Ferland
- 1973 : Pour quelques arpents de neige, Claude Léveillée[8]
- 1999 : Nipaiamianan, Florent Vollant[9]
- 2000 : J'avance, Breen LeBoeuf[10]
- 2002 : Bigras 1992 / 2002 tout…, Dan Bigras[11]
- 2004 : Noël avec Jireh Gospel Choir, Mario Pelchat[12]
- 2005 : Jaune - 35 ans édition spéciale, Jean-Pierre Ferland[13]
- 2006 : Entre la terre et le soleil - Renée Claude chante Plamondon, Renée Claude[14]
- 2008 : Joyeux Noël, Angèle Dubeau[15]

## Trames sonores
- La Vie heureuse de Léopold Z, de Gilles Carle (1965[16])
- Act of the Heart, de Paul Almond (1970[17])
- Voices, de Malcolm Clarke (1995[18])
- Head in the Clouds, de John Duigan (2004[19])
- C.R.A.Z.Y., de Jean-Marc Vallée (2005[20])
- Avudo, Vieux-Port de Montréal (2017[21])

## Filmographie
- 2003 : Montis Cantores
- 2006 : Le Cœur dans la voix
- 2016 : Monsieur Patenaude

## Apparitions télévisées
- Les jours de la semelle avec Fred Pellerin et l'Orchestre Symphonique de Montréal sous la direction de Kent Nagano, m.e.s René Richard Cyr (2018[22])
- Virtuose, Les petits chanteurs (2018[23])
- Remue ménage, Chanteur de père en fils (2016[24])
- Les Petits-Chanteurs du Mont-Royal chantent Louis Vierne à l’Oratoire Saint-Joseph (2016[25])
- Pavarotti : Noël à Notre-Dame / Christmas with Pavarotti (1979[26])

## Engagements marquants
2023
- Carmina Burana, avec l'Orchestre Symphonique de Montréal sous la direction de Rafael Payare, Maison Symphonique, Place des Arts, Montréal (19 et 20 août 2023)
- Concerts dans le cadre de la virée classique de l'Orchestre Symphonique de Montréal  (18 et 19 août 2023)
- Carmina Burana, avec l'Orchestre Classique de Montréal sous la direction d'Alain Trudel, Maison Symphonique, Place des Arts, Montréal (20 juin 2023)
- Concert bénéfice - Direction : Plein Sud ! (14 mai 2023)
- Les Choristes, m.e.s. Serge Denoncourt, production Juste pour rire
- La mélodie du bonheur, m.e.s. Gregory Charles

2020

2019
- Soirée des étoiles au Gala des Grands Ballets Canadiens, salle Wilfrid-Pelletier, Place des Arts, Montréal (30, 31 mai et 1er juin)
- Concert bénéfice - En mouvement: de Dvořák à Robert Charlebois (26 mai)
- Œuvres françaises célèbres pour chœur, orchestre et orgue, avec l'Ensemble Sinfonia de Montréal, dir.: Louis Lavigueur, Basilique de l'Oratoire Saint-Joseph (12 mai)
- Carmen de Bizet, Opéra de Montréal, salle Wilfrid-Pelletier, Place des Arts, Montréal (4, 7, 9, 11 et 13 mai)
- Les Planète de Holst avec l'Orchestre Symphonique de Montréal sous la direction de Kent Nagano, Maison Symphonique, Place des Arts, Montréal (30 avril et 5 mai)
- Carmina Burana de Carl Orff et Dona Nobis Pacem de Vaughan Williams (en) avec le Chœur Classique de Montréal et l'Ensemble Sinfonia de Montréal, dir.: Louis Lavigueur, Maison Symphonique, Place des Arts, Montréal (23 et 26 mars)
- Le Seigneur des Anneaux : La Communauté de l'Anneau en concert, salle Wilfrid-Pelletier, Place des Arts, Montréal (11 et 12 janvier)
- Champion de Blanchard et Cristofer, Opéra de Montréal, salle Wilfrid-Pelletier, Place des Arts, Montréal (26, 29, 31 janvier et 2 février)

2018
- Les Choristes, m.e.s. Serge Denoncourt, production Juste pour rire

- Les jours de la semelle avec Fred Pellerin et l'Orchestre Symphonique de Montréal sous la direction de Kent Nagano, m.e.s René Richard Cyr, Maison Symphonique, Place des Arts, Montréal (12, 13, 14 et 15 décembre)
- Concert bénéfice - Bernstein et autre étoiles du chant choral (9 décembre)
- En direct de l'univers avec Yannick Nezet-Séguin, Radio-Canada, Montréal
- Virée classique de l'OSM, Place des Arts, Montréal (1er septembre)
- Soirée des étoiles au Gala des Grands Ballets Canadiens, salle Wilfrid-Pelletier, Place des Arts, Montréal
- Hymne nationale à l'ouverture saison des Allouettes, Stade Percival Molson
- Concert avec le Chœur Métropolitain et enregistrement avec le Chœur de McGill
- JFK de Little & Vavrek, Opéra de Montréal, salle Wilfrid-Pelletier, Place des Arts, Montréal

2017
- 8e Symphonie de Gustav Mahler dite des Mille, Kent Nagano et l'Orchestre Symphonique de Montréal, Maison symphonique, Montréal
- Tosca de Puccini, Opéra de Montréal, salle Wilfrid-Pelletier, Place des Arts, Montréal
- Concert Halloween pour le 375e Montréal, scène extérieur de la Place des Festivals, Montréal
- La bohème de Puccini, Opéra de Montréal, salle Wilfrid-Pelletier, Place des Arts, Montréal
- AVUDO, 375e Montréal présenté durant l'été 2017, Vieux Port de Montréal (enregistrement)
- Tournée de concerts en Angleterre et en Belgique

2016
- Passion selon saint Matthieu, dirigé par Kent Nagano, de l’Orchestre symphonique de Montréal, Maison symphonique, Montréal

- Funérailles nationales de René Angelil
- Concerts Virée classique de l'OSM, Place des Arts, Montréal
- Les sourires symphoniques, au profit de l'Hôpital de Montréal pour enfants, basilique Saint-Patrick, Montréal
- Concert Hommage à Gilbert Patenaude, Maison Symphonique, Place des Arts, Montréal
- Festival Montréal en lumière, Nuit des choeurs, Oratoire Saint-Joseph du Mont-Royal
- Tournée de concerts sur la Côte est américaine

2015
- Tournée de concerts au Danemark et en Allemagne

2014
- L'Aiglon avec l'Orchestre Symphonique de Montréal sous la direction de Kent Nagano, Place des Arts, Montréal

- Funérailles de Paul Buissonneau

2002
- Concert Hommage à Stravinsky, Place des Arts, Montréal

2001
- Concert de Noël, Basilique Notre-Dame et Théâtre du Rideau Vert

- Concert Brahms/Duruflé, Église Très-Saint-Nom-de-Jésus, Montréal

- Concert en commémoration de La Grande Paix de Montréal

2000
- Concert Chantons Noël, Église Saint-Jean-Baptiste, Montréal

- Festival de musique sacrée de l’Outaouais

- Festival de Powell River, Colombie-Britannique

- Symphonie du millénaire, Oratoire Saint-Joseph, Montréal

- Concert Voix sur cuivres, Église Saint-Jean-Baptiste, Montréal

- Jubilé 2000, Rome, Italie

1999
- Concert Noël autour du monde, Basilique Notre-Dame, Montréal

- Festival international de musique de Llangollen, pays de Galles

- Concert, rencontre des ministres des Finances du Commonwealth

- Concert Mahler avec l’Orchestre symphonique de Montréal

1998
- Concert Bach, Basilique Notre-Dame, Montréal

1997
- Chantons Noël avec l’Orchestre symphonique de Montréal, Place des Arts, Montréal

- Concert La voix des anges, spectacle son et lumière pour le 40e anniversaire de la Maîtrise des Petits Chanteurs du Mont-Royal

1996
- Concert avec I Musici, Place des Arts, Montréal

- Concert Le Messie de Haendel, Oratoire Saint-Joseph

- Funérailles nationales de M. Robert Bourassa, Basilique Notre-Dame

1993
- Invités à chanter à l’Exposition internationale à Daejeon en Corée.

1992
- Concert au Rockefeller Center et à la Cathédrale Saint Patrick, New York

1991
- Concert avec Zamfir et l’Orchestre de Chambre McGill, Basilique Notre-Dame de Montréal

- Tournée de concerts au Québec avec Angèle Dubeau, violoniste

1984
- Concert au Forum de Montreal avec l'Orchestre Symphonique pour la Symphonie des Mille de Mahler

1978
- Concert de Noël avec Luciano Pavarotti, enregistré à la Basilique Notre-Dame de Montréal et retransmis annuellement à la télévision.

1976
- Invités à chanter aux cérémonies d’ouverture des Jeux Olympiques, Montréal.

1967
- Invités à chanter aux cérémonies d’ouverture de l’Exposition universelle, Montréal.

## Tournées annuelles de concerts
- 2024 : États-Unis (Côte Est Américaine)
- 2023 : Argentine et Uruguay
- 2022 : Québec
- 2021 : Québec
- 2019 : République Tchèque, Allemagne, Autriche et Slovaquie
- 2018 : Québec et Maritimes (Trois-Pistoles, Lamèque, Halifax et St-John (Podium on the Edge))
- 2017 : Angleterre et Belgique
- 2016 : Côte Est Américaine
- 2015 : Danemark et Allemagne
- 2014 : Californie
- 2013 : Italie, Vatican et France
- 2012 : Ouest Canadien et Américain
- 2011 : France
- 2010 : Cuba
- 2009 : France et Suisse
- 2008 : États-Unis
- 2007 : Autriche
- 2006 : Iles de la Madeleine, Québec et Saguenay Lac St-Jean
- 2005 : Italie et Vatican
- 2004 : Californie
- 2003 : France et Allemagne
- 2002 : Maritimes et les Îles-de-la-Madeleine
- 2001 : Espagne et en France
- 2000 : Ouest Canadien
- 1999 : Grande-Bretagne
- 1998 : Pays-Bas et en Belgique
- 1997 : Amérique française (États-Unis)
- 1996 : République tchèque et en Allemagne
- 1995 : France
- 1994 : Texas et Louisiane
- 1993 : France et en Allemagne
- 1992 : New York
- 1991 : Québec avec Angèle Dubeau
- 1989 : France et Belgique
- 1986 : Vancouver (Expo 86)
- 1983 : Caracas et Venezuela
- 1983 : Bruxelles et Paris
- 1974 : Massachusetts
- 1966 : Ouest Canadien, Jeunesses musicales Canada, 27 concerts
- 1966 : Région de Montréal, Jeunesses musicales Canada, 30 concerts
- 1966 : New York
- 1964 : Nouveau Brunswick

## Anciens membres réputés
- François Beaumier
- Grégory Charles
- Nicola Ciccone
- Alain Duguay[27]
- Antoine Gratton[28]
- Bernard Gariépy Strobl
- François-Olivier Jean[29]
- Simon Leclerc[30]
- Claude "Mego" Lemay[31]
- Roland Mailhot
- Charles-André Marchand
- Mathieu Mathieu[32]
- Philippe Ostiguy[33]
- Julien Proulx
- Émile Proulx-Cloutier[34]
- Luc Provost (Mado Lamotte)[35]